# Les Chroniques de Sillage
Les Chroniques de Sillage est une série de bande dessinée de science-fiction.
Il s'agit de recueils d'histoires courtes dérivées de la série Sillage, créée par Jean-David Morvan et Philippe Buchet respectivement scénariste et dessinateur. Pour  mettre ces histoires en images, ils ont fait appel à plusieurs dessinateurs et coloristes avec des styles très différents.
Chaque tome comprend cinq histoires qui sont toutes liées avec celles racontées dans la série-mère. Pour pleinement les apprécier, il est donc préférable de connaître la série d'origine. Trois histoires (Chasseurs en herbe, Réveil tardif et 9996 papattes) sont plus précisément liées avec l'autre série dérivée : Nävis.
Six albums ont été publiés aux éditions Delcourt de 2004 à 2008.  

## Albums

### Tome 1 (2004)
- Scénario : Philippe Buchet et Morvan
- Couverture : Philippe Buchet
- Illustration des chapitres : Bengal
- Ventes[1] : 15 000+

5 histoires
1. Chasseurs en herbe dessins Munuera ; couleurs Christian Lerolle
2. Pavillon bleu dessins et couleurs Benoît Springer
3. Nävis console dessins et couleurs Koboï
4. Un cadeau qui cartonne !! dessins Bruno Bessadi ; couleurs Julien Loïs
5. Le Corps de l'œil dessins et couleurs Ignacio Noé

### Tome 2 (2005)
- Scénario : Philippe Buchet et Morvan
- Couverture : Philippe Buchet
- Illustration des chapitres : Gérald Parel
- Ventes[1] : 10 000+

5 histoires
1. Réveil tardif dessin et couleurs Pierre-Mony Chan
2. Le Sillage d'Houyo dessins et couleurs Séverine Lefebvre
3. Dreadlocks noires, pirates des astéroïdes dessins Thomas Labourot ; couleurs Christian Lerolle ; lettrage Ségolène Ferté
4. L'Espion qui venait du froid dessins et couleurs Sylvain Savoia
5. Double jeu dessins et couleurs Bengal

### Tome 3 (2006)
- Scénario : Philippe Buchet et Morvan
- Couverture : Philippe Buchet
- Illustration des chapitres : Enrique Fernández
- Ventes[1] : 8 000+

5 histoires
1. Une mère… dessins et couleurs Nicolas Nemiri
2. La Pilule à danser dessins et couleurs Bruno Duhamel
3. Le Malheur des uns… dessins et couleurs Pedro Colombo
4. Xen-Auto-Phobia dessins et couleurs Laval Ng
5. … Un fils dessins et couleurs Gérald Parel

### Tome 4 (2006)
- Scénario : Philippe Buchet et Morvan
- Couverture : Philippe Buchet
- Illustration des chapitres : Julen Ribas
- Ventes[1] : 6 000+

5 histoires
1. Une journée de filles dessins Alessandro Barbucci ; couleurs Barbara Canepa
2. 9996 papattes dessins Philippe Larbier ; couleurs Éric Dérian
3. Le Prix du confort dessins Javier J. B. ; couleurs Valentin
4. Commando suicide dessins et couleurs Steven Lejeune
5. Hommage ou plagiat dessins Agnès Fouquart ; couleurs Christian Lerolle

### Tome 5 (2008)
- Scénario : Philippe Buchet et Morvan
- Couverture : Philippe Buchet
- Illustration des chapitres : Riki
- Sens de lecture japonais
- Ventes[1] : 4 000+

5 histoires
1. Au bord des armes dessins et couleurs Naoki
2. Droits de reproduction dessins et couleurs Uekusa Wataru
3. Les crocs sous la muselière dessins et couleurs Takahashi Hikaru
4. Le Vaisseau-gîte au trésor dessins et couleurs Hiroyuki Ooshima
5. Bandes blanches et homme en noir dessins et couleurs Kazutaka

### Tome 6 (2008)
- Scénario : Philippe Buchet et Morvan
- Couverture : Philippe Buchet
- Ventes[1] : 2 000+

5 histoires
1. Mémoire noyée dessins Francis Porcel, couleurs Aintzane
2. Les Dents de l'espace dessins et couleurs Tébo
3. Le Choix des âmes dessins Marc Wasterlain, couleurs Christian Lerolle
4. Peine maximale dessins Shang, couleurs Studio 9
5. Allons enfants dessins Aude Picault, couleurs Bengal

### Recueil d'albums
- Les Chroniques de Sillage Édition intégrale (2019)

## Publication

### Éditeurs
- Delcourt (Collection Neopolis) : Tomes 1 à 6 (première édition des tomes 1 à 6).

## Séries parallèles
- Sillage, la série-mère.
- Nävis, raconte l'enfance du personnage principal de la série.
- Sillage - Premières Armes